# مجلس شيوخ إلينوي
مجلس شيوخ إلينوي (بالإنجليزية: Illinois Senate)‏ هو مجلس شيوخ ولاية إلينوي الأمريكية، وهو المجلس الأعلى في جمعية إلينوي العامة.

## طالع أيضًا
- جمعية إلينوي العامة